# Moto Guzzi V9
Die Moto Guzzi V9 ist ein Motorrad des italienischen Motorradherstellers Moto Guzzi, das von 2016 bis 2024 in Mandello del Lario produziert wurde. Die Cruiser wurde im November 2015 auf der Messe EICMA in Mailand vorgestellt.
Die zwei erhältlichen Varianten Bobber und Roamer unterschieden sich bis 2021 äußerlich und durch die Leistung: Die Bobber hat einen flacheren Lenker und eine tiefere Sitzbank, vorne ein 16-Zoll-Rad, breitschultrige Ballonreifen, ein kurzes Schutzblech hinten und bis auf den Tank und den vorderen Kotflügel eine durchgängig schwarze Lackierung. Die Roamer hat ein klassischeres Aussehen, glänzend geschliffene Motorkühlrippen, eine hochglanzpolierte Auspuffanlage, verchromte Teile (Lenker, Rückspiegel, Federbeine, Scheinwerferrand usw.) und ein 19-Zoll-Vorderrad.

## Modellentwicklung
Zur Markteinführung 2016 bekam die V9 einen von dem 744-cm³-Triebwerk der V7 II abgeleiteten, jedoch stark überarbeiteten Motor mit 853 cm³ Hubraum. Verändert wurden unter anderem Kurbelgehäuse, Zylinder und Zylinderköpfe, Kolben, Ölkreislauf. Das maximale Drehmoment von 65 Nm wurde bei 5500 min−1 erreicht. Während die Variante Roamer über eine Nennleistung von 40,4 kW (55 PS) bei einer Drehzahl von 6250 min−1 verfügte, brachte es die Variante Bobber auf etwas niedrigere 38,0 kW (52 PS) bei einer Drehzahl von 6200 min−1. Das ebenfalls von der V7 II übernommene Sechsganggetriebe wurde geringfügig überarbeitet.
2021 wurde das Modell anlässlich der verpflichtenden Einführung der Abgasnorm Euro 5 weiterentwickelt und bekam den bereits 2019 in der V 85 TT eingeführten Motor mit gleichem Hubraum, jedoch mit einer von 59 kW (80 PS) auf 48 kW (65 PS) reduzierten Leistung. Im Vergleich zum Euro-4-Vorgänger stieg jedoch die maximale Leistung um 19 %. Der Rahmen wurde im Lenkkopfbereich verstärkt. Die Bobber bekam eine neue Sitzbank, veränderte Seitendeckel, einen kürzeren Vorderradkotflügel, ein digitales Instrument und ein LED-Beleuchtungssystem mit Tagfahrlicht. Zur Vibrationsreduzierung wurden die Fußrasten mit Gummi entkoppelt.

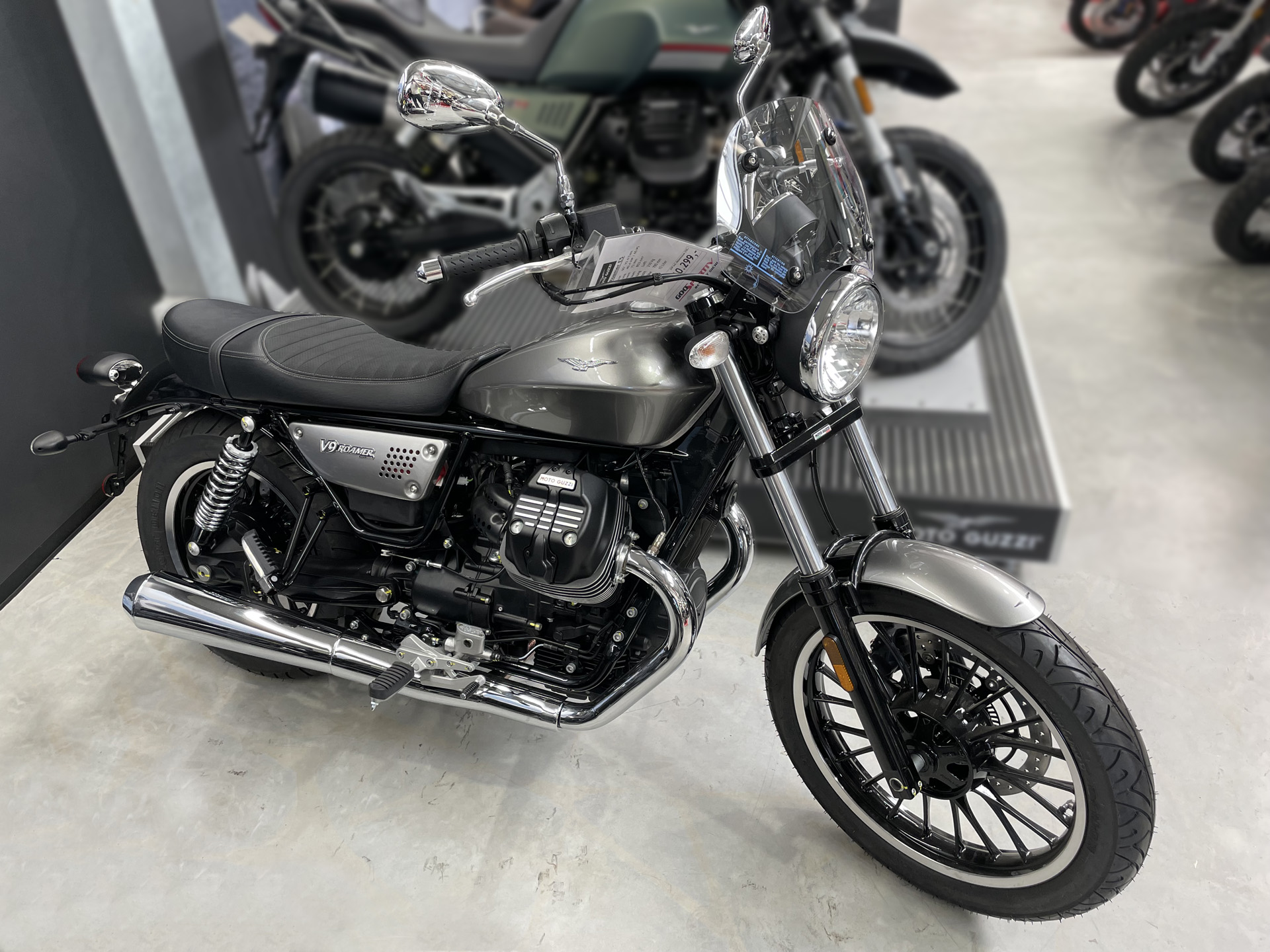
Moto Guzzi V9 Roamer (2022)

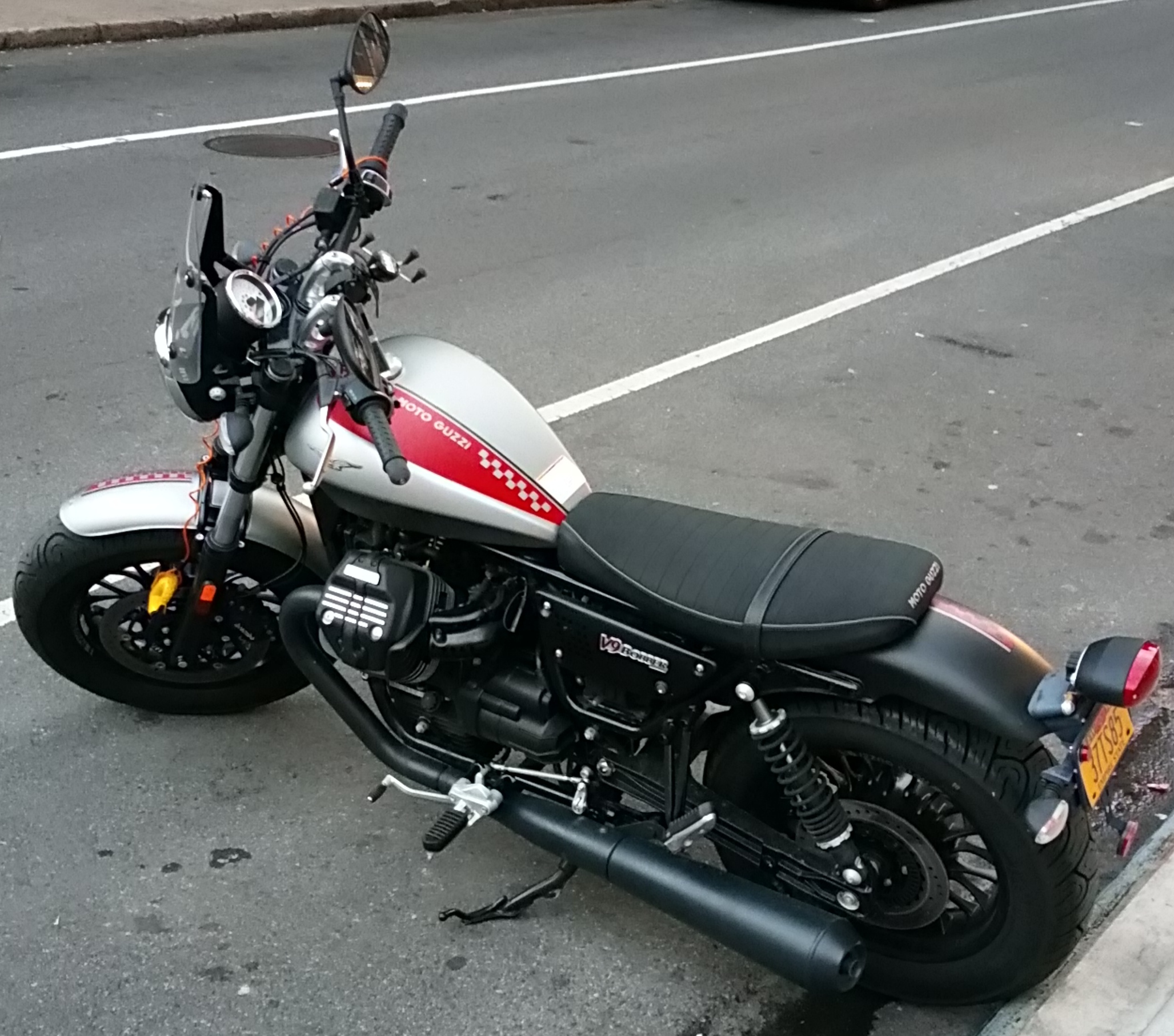
Moto Guzzi V9 Bobber (2017)

Ein Sondermodell Centenario wurde nur 2021 zum 100-jährigen Firmenjubiläum in den historischen Farben der V8 „Otto Cilindri“ „silbergrau satiniert / grün matt“ mit brauner Ledersitzbank gebaut.

## Technische Daten

### Antrieb
Die V9 ab Baujahr 2021 wird von einem luftgekühlten, längs eingebauten Zweizylinder-V-Motor angetrieben. Es ist ein Viertaktmotor mit 853 cm³ Hubraum und einer Nennleistung von 48 kW (65 PS) bei 6800 min−1. Das maximale Drehmoment von 73 Nm wird bei einer Drehzahl von 5000 min−1 erreicht. Die zwei Zylinder haben eine Bohrung von 84 mm, die Kolben einen Hub von 77 mm bei einem Verdichtungsverhältnis von 10,5 : 1. Der Zylinderwinkel des V-Motors beträgt 90°, wie bei allen V-Motoren von Moto Guzzi seit 1967. Die Ein- und Auslassventile (jeweils eins pro Zylinderkopf) werden mit Kipphebeln von einer unten liegenden, kettengetriebenen Nockenwelle über Stoßstangen gesteuert.
Eine hydraulisch betätigte Einscheiben-Trockenkupplung trennt den Motor vom Sechsgang-Getriebe.
Die Auspuffanlage besteht sowohl in mattschwarz lackierter als in polierter Oberflächenausführung aus Edelstahl und hat einen Dreiwegekatalysator mit zwei Lambdasonden. Die Schadstoffwerte unterschreiten die Grenzwerte der Abgasnorm Euro 5. Der Kraftstofftank fasst 15 Liter, davon 4 Liter Reserve. Der Kraftstoffverbrauch wird vom Hersteller mit 4,9 l/100 km angegeben, womit sich eine theoretische Reichweite von ca. 300 km ergibt.

### Rahmen und Fahrwerk
Der Rahmen ist ein Doppelschleifenrahmen aus Stahlrohr mit geschraubten Unterzügen.
Das Vorderrad wird in einer hydraulisch gedämpften Teleskopgabel mit 40 mm Standrohrdurchmesser und 130 mm Federweg geführt.
Hinten hat die V9 eine Zweiarmschwinge aus Aluminium mit zwei hydraulisch gedämpften Federbeinen mit 140 mm Federweg. Wie bei allen Guzzi-Modellen mit der 1977 eingeführten, sogenannten „Small-Block“-Antriebskonstruktion ist die Schwinge drehbar gelagert direkt am Getriebegehäuse angeschraubt.
Die Kraft überträgt eine Kardanwelle im rechten Schwingenarm auf das Hinterrad.
| Bauzeitraum               | 2016–2020 Euro 4        | 2016–2020 Euro 4        | 2021–2024 Euro 5        | 2021–2024 Euro 5        |
| Modell                    | V9 Roamer               | V9 Bobber               | V9 Roamer               | V9 Bobber               |
| Nennleistung              | 40 kW (55 PS)           | 38 kW (52 PS)           | 48 kW (65 PS)           | 48 kW (65 PS)           |
| – bei Drehzahl            | 6250 min−1              | 6200 min−1              | 6800 min−1              | 6800 min−1              |
| Max. Drehmoment           | 62 Nm                   | 62 Nm                   | 73 Nm                   | 73 Nm                   |
| – bei Drehzahl            | 3000 min−1              | 3000 min−1              | 5000 min−1              | 5000 min−1              |
| Radgröße vorn / hinten    | 19" x 2.50 / 16" x 4.00 | 16" x 3.50 / 16" x 4.50 | 18" x 2.50 / 17" x 4.25 | 16" x 3.50 / 16" x 4.00 |
| Reifengröße vorn / hinten | 100/90-19 / 150/80-16   | 130/90-16 / 150/80-16   | 100/90-18 / 150/70-17   | 130/90-16 / 150/80-16   |
| Radstand                  | 1465 mm                 | 1465 mm                 | 1450 mm                 | 1465 mm                 |
| Sitzhöhe                  | 78,5 cm                 | 78 cm                   | 78 cm                   | 78,5 cm                 |
| Maße (L × B × H)          | 2240 × 865 × 1165 mm    | 2185 × 840 × 1160 mm    | 2165 × 800 × 1100 mm    | 2185 × 840 × 1120 mm    |
| Höchstgeschwindigkeit     | 170 km/h                | 170 km/h                | 175 km/h                | 175 km/h                |

Quellen: 